# Tionesta
Tionesta é um distrito localizado no estado norte-americano de Pensilvânia, no Condado de Forest.

## Demografia
Segundo o censo norte-americano de 2000, a sua população era de 615 habitantes.
Em 2006, foi estimada uma população de 592, um decréscimo de 23 (-3.7%).

## Geografia
De acordo com o United States Census Bureau tem uma área de
3,5 km², dos quais 3,5 km² cobertos por terra e 0,0 km² cobertos por água. Tionesta localiza-se a aproximadamente 339 m acima do nível do mar.

## Localidades na vizinhança
O diagrama seguinte representa as localidades num raio de 24 km ao redor de Tionesta.